# Décès en 873
Décès
- 869
- 870
- 871
- 872
- 873
- 874
- 875
- 876
- 877

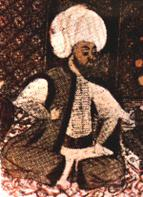
al-Kindi mort en 873.

Cette page dresse une liste de personnalités mortes au cours de l'année 873 :
- 14 mai : Adalwin, archevêque de Salzbourg et abbé du monastère de Saint-Pierre.
- 8 juillet : Gontier de Cologne, archevêque de Cologne.
- 15 août : Tang Yizong, empereur chinois taoïste de la dynastie Tang.
- 4 octobre : Rodrigo de Castille[1], premier comte de Castille.

- al-Kindi, philosophe et savant  arabe, surnommé le « philosophe des Arabes », à Bagdad.
- Al-Maradi, ou Ar-Rabi ibn Souleymane Al-Maradi Ar-Rabi Al-Maradi, élève de l'imam Al-Chafii, grande figure de l'islam.
- Ivarr de Dublin, roi viking actif en Irlande et dans le nord de la Grande-Bretagne pendant  vingt ans.
- Ecgberht Ier de Northumbrie, roi de Northumbrie.
- Hunayn ibn Ishâk al Ibadi, traducteur et médecin de la cour sous Jafar al-Mutawakkil.
- Lethlobar mac Loingsig, roi du Dál nAraidi et roi d'Ulster.
- Vímara Peres, premier comte de Portucale.
- Ubbe Ragnarsson, chef viking.
- Ioané Schavliani, noble abkhaze, usurpateur du royaume d'Abkhazie.
- Shinshō, moine bouddhiste japonais de la secte Shingon, fondateur du Eikan-dō Zenrin-ji à Heian-kyō (moderne Kyoto).

## Crédit d'auteurs
- Cet article est partiellement ou en totalité issu de l'article intitulé « 873 » (voir la liste des auteurs).